# Aue (Saksen)
Aue was een Große Kreisstadt in de Duitse deelstaat Saksen. De gemeente maakte deel uit van het Erzgebirgskreis.
Per 1 januari 2019 is de gemeente met het naburige Bad Schlema gefuseerd tot de nieuwe gemeente Aue-Bad Schlema; voor meer gegevens zie aldaar.
Aue telde vóór de fusie ruim 16.000 inwoners.

## Geografie
Omliggende plaatsen zijn Schneeberg, Schwarzenberg, Bernsbach, Lossnitz en Lauter.

## Sport
Aue beschikt met FC Erzgebirge Aue over een professionele voetbalclub. De club speelt in het Erzgebirgsstadion en speelt in het seizoen '20-'21 in de 2. Bundesliga, het tweede niveau van Duitsland.

## Bezienswaardigheden

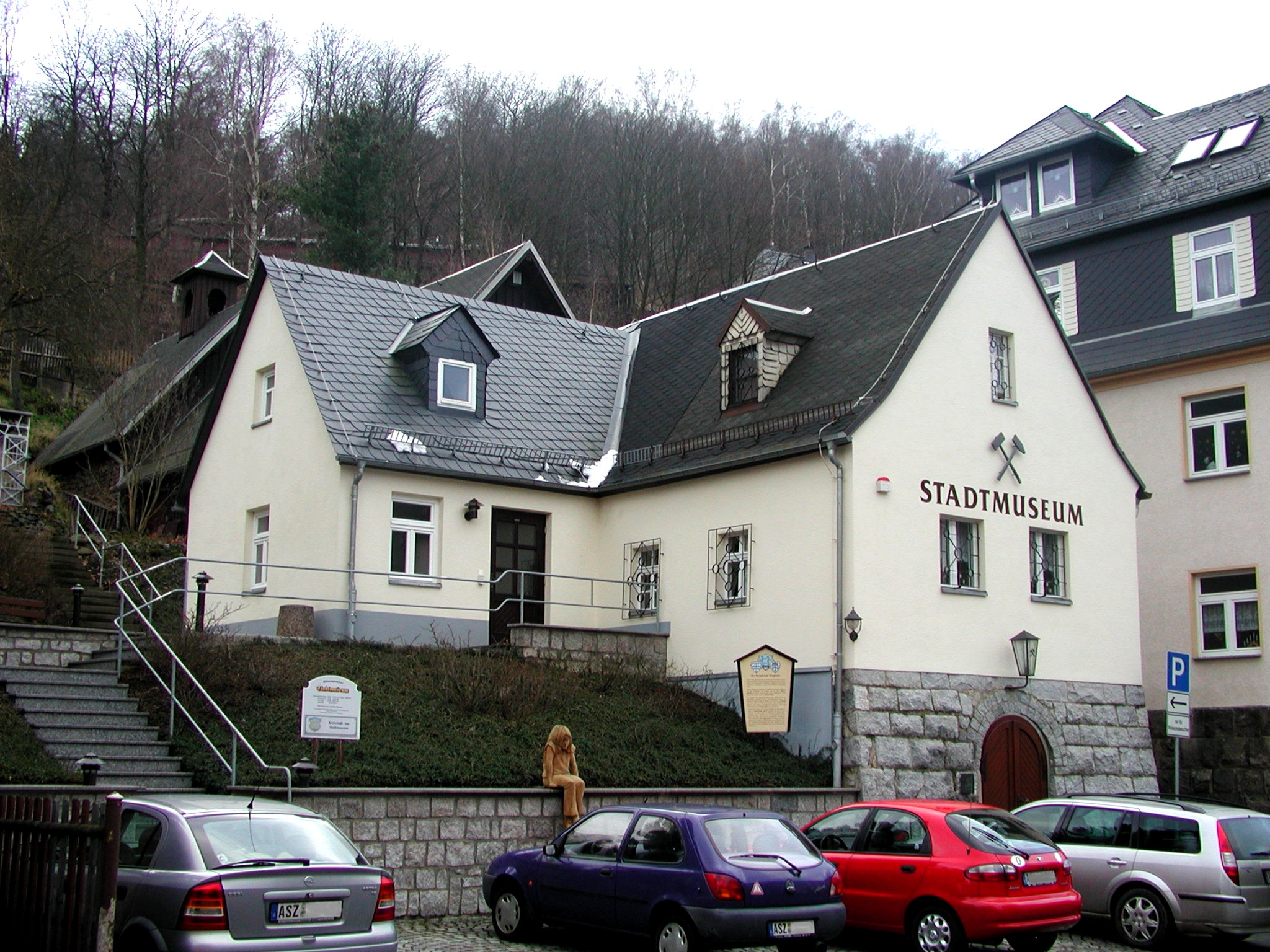
Stadtmuseum

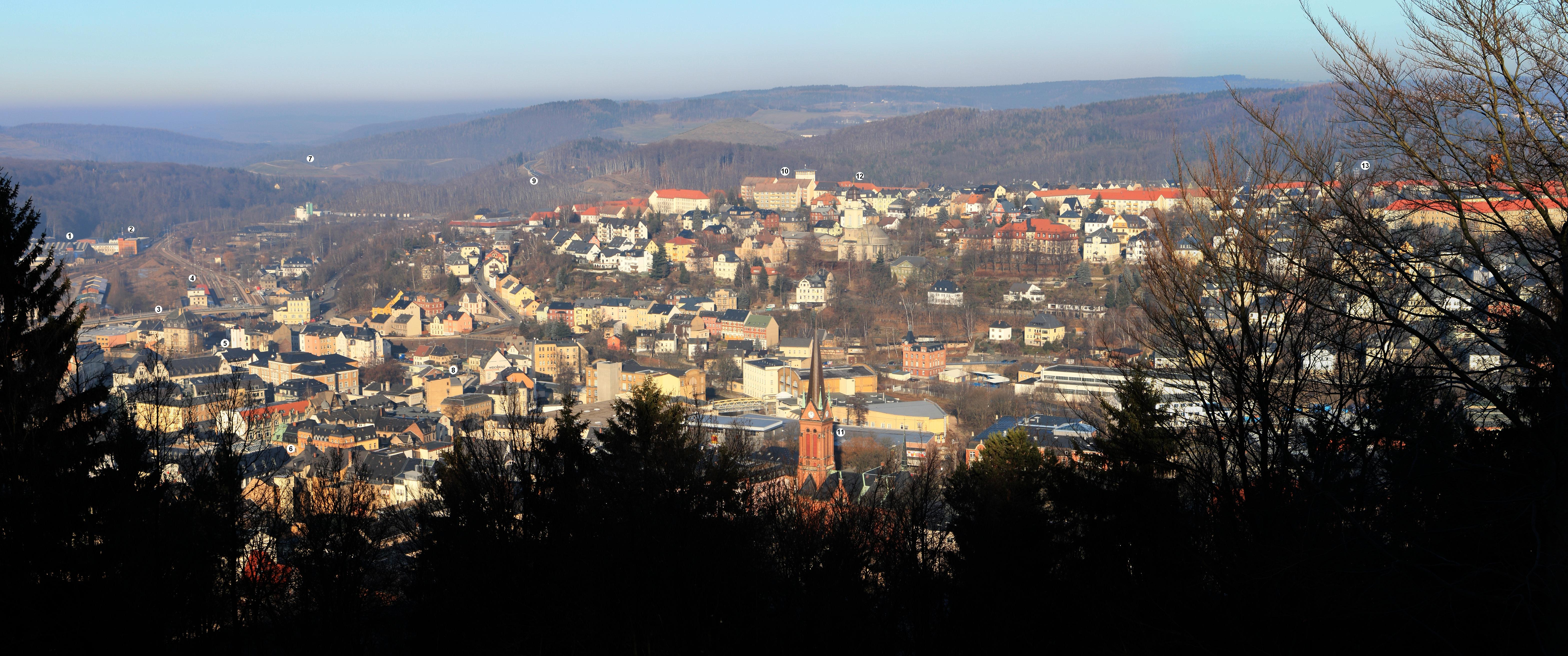
Panorama

- Nikolaikirche
- Klösterlein Zelle
- Altmarkt
- Stadtmuseum

Amtsberg · Annaberg-Buchholz · Aue-Bad Schlema · Auerbach · Bärenstein · Bockau · Börnichen/Erzgeb. · Breitenbrunn/Erzgeb. · Burkhardtsdorf · Crottendorf · Deutschneudorf · Drebach · Ehrenfriedersdorf · Eibenstock · Elterlein · Gelenau/Erzgeb. · Geyer · Gornau · Gornsdorf · Großolbersdorf · Großrückerswalde · Grünhain-Beierfeld · Grünhainichen · Heidersdorf · Hohndorf · Jahnsdorf/Erzgeb. · Johanngeorgenstadt · Jöhstadt · Königswalde · Lauter-Bernsbach · Lößnitz · Lugau · Marienberg · Mildenau · Neukirchen/Erzgeb. · Niederdorf · Niederwürschnitz · Oberwiesenthal · Oelsnitz/Erzgeb. · Olbernhau · Pfaffroda · Pockau-Lengefeld · Raschau-Markersbach · Scheibenberg · Schlettau · Schneeberg · Schönheide · Schwarzenberg · Sehmatal · Seiffen/Erzgeb. · Stollberg/Erzgeb. · Stützengrün · Tannenberg · Thalheim · Thermalbad Wiesenbad · Thum · Wolkenstein · Zschopau · Zschorlau · Zwönitz